# Random Sound
De Random Sound is een 6 km lang zeegat in Newfoundland en Labrador, de oostelijkste provincie van Canada. De sound bevindt zich aan de oostkust van het eiland Newfoundland. Het is een van de wateren die Newfoundland van Random Island scheidt.

## Geografie
De Random Sound vormt in essentie de connectie tussen de samenkomst van twee grote zeearmen enerzijds en de oostelijker gelegen Trinity Bay anderzijds. Het betreft meer bepaald Northwest Arm en Southwest Arm, die beide meer dan 20 km lang zijn. Bij het punt waar zij samenkomen ligt de 108 m hoge Middle Cliff.
De twee kapen die de toegang tot de sound vanuit de Trinity Bay aangeven noemen West Random Head en East Random Head. Bij het op Random Island gelegen East Random Head staat een vuurtoren.